# Bruno Bettinelli
Bruno Bettinelli (Milánó, 1913. június 4. – Milánó, 2004. november 8.) olasz zeneszerző. A Milánói Konzervatóriumban végzett 1931-ben, majd 1938-tól ugyanitt tanár lett, és 1957-től 1959-ig a professzori rangban tanított zeneszerzést.